# Stavsjön (Kila socken, Södermanland)
Stavsjön är en sjö i Nyköpings kommun i Södermanland och ingår i Kilaåns huvudavrinningsområde. Sjön har en area på 0,441 kvadratkilometer och ligger 60 meter över havet. Sjön avvattnas av vattendraget Vretaån.

## Delavrinningsområde
Stavsjön ingår i det delavrinningsområde (651217-153587) som SMHI kallar för Utloppet av Stavsjön. Medelhöjden är 76 meter över havet och ytan är 7,57 kvadratkilometer. Räknas de 7 avrinningsområdena uppströms in blir den ackumulerade arean 21,06 kvadratkilometer. Vretaån som avvattnar avrinningsområdet har biflödesordning 2, vilket innebär att vattnet flödar genom totalt 2 vattendrag innan det når havet efter 41 kilometer. Avrinningsområdet består mestadels av skog (88 procent). Avrinningsområdet har 0,44 kvadratkilometer vattenytor vilket ger det en sjöprocent på 5,8 procent. Bebyggelsen i området täcker en yta av 0,23 kvadratkilometer eller 3 procent av avrinningsområdet.